# Yutaka Hirose
Yutaka Hirose (広瀬 裕 Hirose Yutaka?) (Tokio, Japón, 4 de agosto de 1962) es un actor y seiyū japonés, conocido por el público internacional por sus trabajos en las series de televisión tokusatsu, normalmente interpretando villanos. Su verdadero nombre es Kazuhisa Hirose (広瀬 和久 Hirose Kazuhisa?), que es el nombre que utilizó al principio de su carrera. También ha utilizado el nombre de Takumi Hirose (広瀬 匠 Hirose Takumi?), cambiando su nombre artístico a Yutaka en 1999.

## Biografía
Hirose nació en Tokio. Era gimnasta en la escuela secundaria, y quería ser actor utilizando sus habilidades físicas en ello. Tras la graduación, se unió al Toei Action Club, realizando varios papeles episódicos. En 1986 se presentó a la audición de Jin/Red Flash en Chōshinsei Flashman. En su lugar, le eligieron para interpretar al villano Wanda, lo que le proporcionó gran popularidad. En 1987, se presentó para el papel de Kotaro Minami en Kamen Rider Black. Como querían a un joven desconocido, en su lugar le dieron un papel episódico al principio de la serie, al tiempo que le eligieron para interpretar al villano Dr. Kemp en Chōjū Sentai Liveman, confirmando su popularidad como intérprete de villanos.
Hirose se convirtió en un favorito del guionista Toshiki Inoue, que escribió específicamente para él sus papeles en Chōjin Sentai Jetman, Gosei Sentai Dairanger, Chōkō Senshi Changéríon y Kamen Rider Agito. Hirose también ha realizado apariciones como invitado en programas tokusatsu como Tokkyū Shirei Solbrain, mientras al mismo tiempo trabajaba en cine, teatro y otros papeles episódicos en televisión. Gran admirador de su compañero en Flashman y Liveman Jōji Nakata, que después se hizo muy popular como seiyū, hizo su debut como actor de voz interpretando a Lian en Brave Command Dagwon.
Sigue siendo muy popular entre los fanes de tokusatsu a la fecha. Gracias a sus habilidades gimnásticas y por pertenecer al Toei Action Club, suele realizar él mismo sus propias escenas de acción. También fue el director de las secuencias de acción en la película Bakusō Trucker Gundan. En la actualidad ha dejado la carrera de actor y trabaja como representante y mánager en una agencia de talentos.

## Papeles

### Tokusatsu
- Chōdenshi Bioman (episodio 5, interpretando a un matón)
- Dengeki Sentai Changeman (episodio 4, interpretando a un perro humano; episodio 45, interpretando a  un oficial del ejército)
- Kyojū Tokusō Juspion (episodio 14; novio)
- Chōshinsei Flashman (regular; villano Ley Wanda/Wandara)[1]
- Kamen Rider Black (episodio 4; Hayami)
- Chōjū Sentai Liveman (regular; Kenji Tsukigata/Dr. Kemp )
- Tokkei Winspector (episodio 30; Masao Murano)
- Chōjin Sentai Jetman (episodios 37 a 47; Emperador Tranza)
- Tokkyū Shirei Solbrain (episodio 33; Kōsuke Doi)
- Gosei Sentai Dairanger (Jin Matoba/Maestro Jin)
- Chōkou Senshi Changéríon (Kazuki Katayama/General Zander)
- Kamen Rider Agito (episodios 49 y 50; Shirakawa)

### Seiyū
- Brave Command Dagwon (Lian)

### Cine
- Shin Gokudō no Tsumatachi
- Chōshinsei Flashman (película)
- Bakusō Trucker Gundan
- Doreijū